# اوستاجالی
اوستاجالی (به لاتین: Ustacallı، هم‌اکنون اوستاجلیل‌لی Ustacəlilli) یک منطقه مسکونی در جمهوری آذربایجان است که در شهرستان خاچماز واقع شده‌است.